# Nadine Horchler
Nadine Horchler, née le 21 juin 1986 à Arolsen, est une biathlète allemande, gagnante d'une course en Coupe du monde en 2017.

## Carrière
Licenciée au club de Willingen, elle débute en Coupe du monde en mars 2011 à Oslo-Holmenkollen et marque des points dès sa première course. Elle obtient sa première victoire à Antholz en janvier 2013 avec le relais allemand en compagnie de Franziska Hildebrand, Miriam Gössner et Andrea Henkel, tandis que, au cours de la même étape, elle aligne deux cinquièmes places individuelles, ses meilleurs résultats de la saison. Elle finit 25e du classement général de la Coupe du monde 2012-2013, le meilleur classement de sa carrière.
Du fait d'une concurrence importante en équipe d'Allemagne, elle alterne des participations en Coupe du monde et IBU Cup, dont elle remporte le classement général en 2016, année où elle devient championne d'Europe du sprint devant sa sœur Karolin.
Le 21 janvier 2017, elle crée la surprise en Coupe du monde en s'imposant devant la star Laura Dahlmeier sur la mass start d'Antholz, épreuve pour laquelle elle s'était qualifiée de justesse grâce à une dix-neuvième place sur l'individuel précédent. Un mois plus tard elle fait partie de l'équipe allemande gagnant le relais de Pyeongchang.
Son point fort est sa constance au tir, tandis qu'elle est moins rapide sur les skis.

## Famille
Sa sœur Karolin est aussi une biathlète de haut niveau.

## Palmarès

### Championnats du monde
| Mondiaux \ Épreuve | Individuel | Sprint | Poursuite | Départ en masse | Relais | Relais mixte |
| 2013 Nové Město    | 28e        | 84e    | —         | —               | —      | —            |
| 2017 Hochfilzen    | —          | 46e    | 32e       | —               | —      | —            |

Légende :
- — : Non disputée par Nadine Horchler

### Coupe du monde
- Meilleur classement général : 25e en 2013.
- 1 podium individuel : 1 victoire.
- 4 podiums en relais : 2 victoires, 1 deuxième place et 1 troisième place.

#### Victoires
| Saison / Épreuve | Individuel | Sprint | Poursuite | Mass start         | Total |
| 2016-2017        |            |        |           | Antholz-Anterselva | 1     |
| Total            |            |        |           | 1                  | 1     |

#### Classements en Coupe du monde
| Saison    | Classement général final | Individuel | Sprint | Poursuite | Mass start |
| 2010-2011 | 78e                      |            | 76e    | 64e       |            |
| 2011-2012 | 80e                      |            | 72e    | 71e       |            |
| 2012-2013 | 25e                      | 29e        | 22e    | 22e       | 34e        |
| 2013-2014 | 78e                      |            | 76e    | 67e       |            |
|           |                          |            |        |           |            |
| 2015-2016 | 78e                      |            | 83e    | 70e       |            |
| 2016-2017 | 44e                      | 42e        | 61e    | 43e       | 27e        |
| 2017-2018 | 72e                      |            | 89e    | 54e       |            |
| 2018-2019 | 82e                      | 47e        | nc     | 78e       |            |

### Championnats d'Europe
- 1 titre (sprint en 2016).
- 1 médaille d'argent (relais mixte en 2019).
- 4 médailles de bronze (2 en relais : 2011, 2012 et 2 en poursuite : 2011 et 2019).

### IBU Cup
- Gagnante du classement général en 2016.
- 22 podiums individuels, dont 4 victoires.